# Specie di Erigeron
Elenco delle specie di Erigeron:

## A

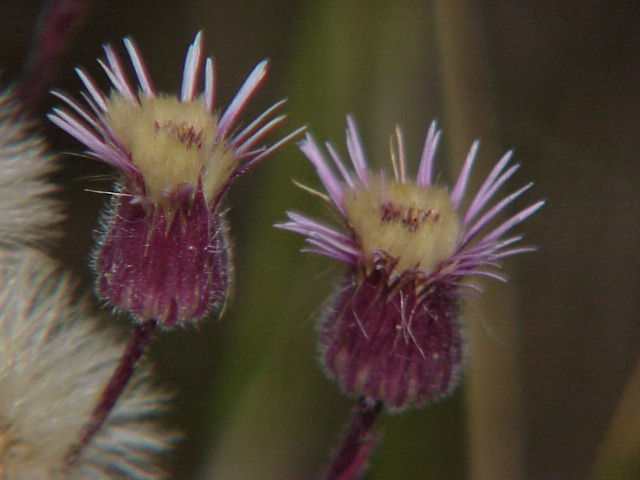
Erigeron acer

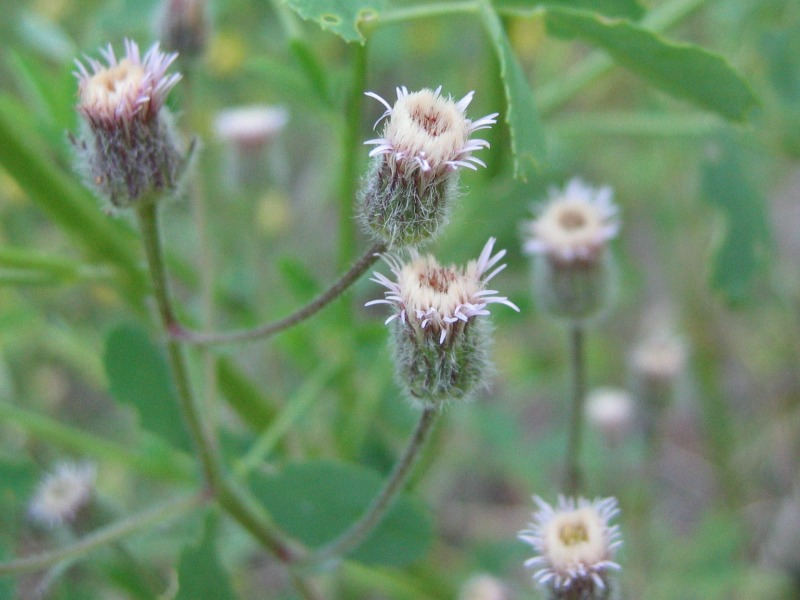
Erigeron acris

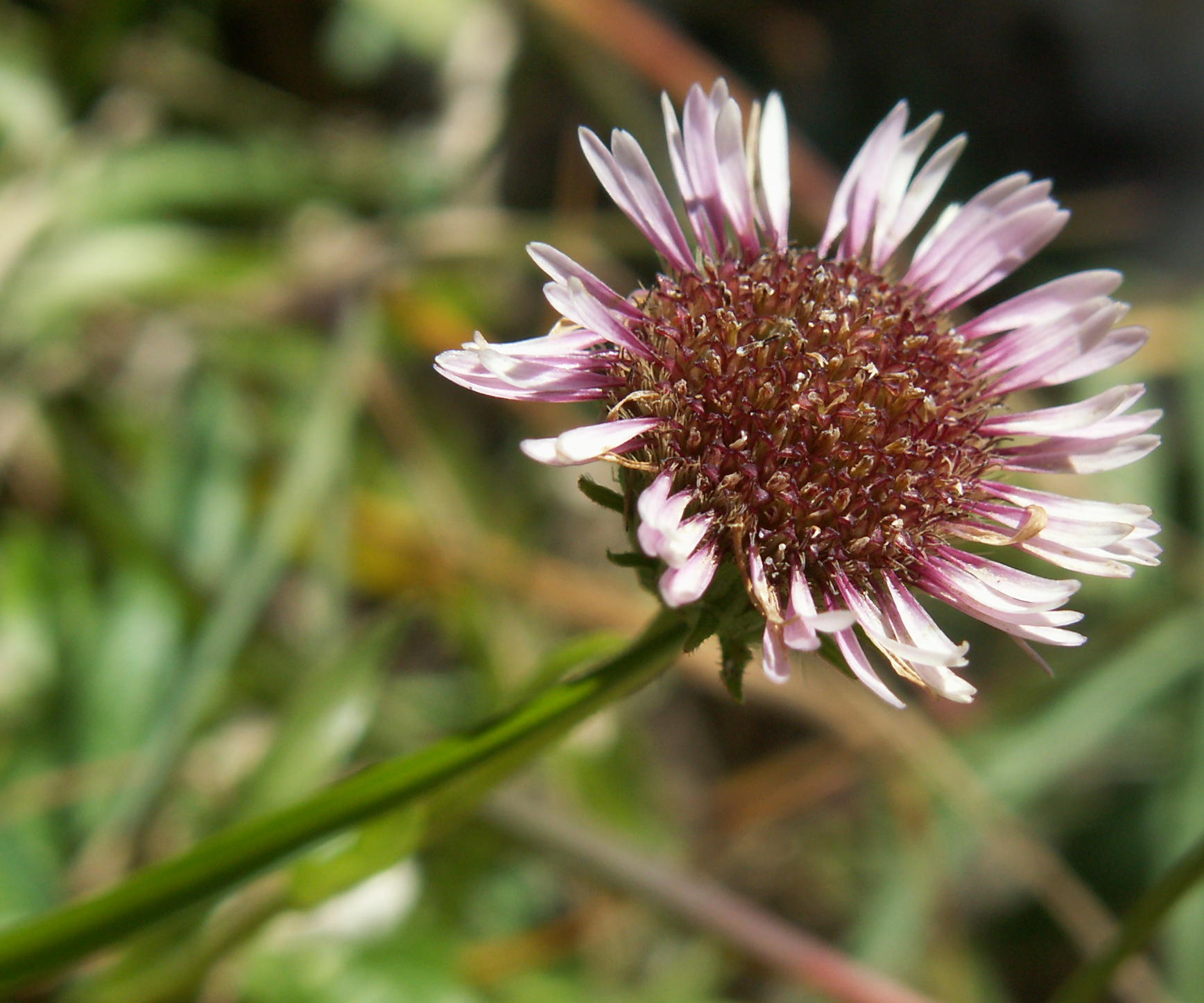
Erigeron alpinus

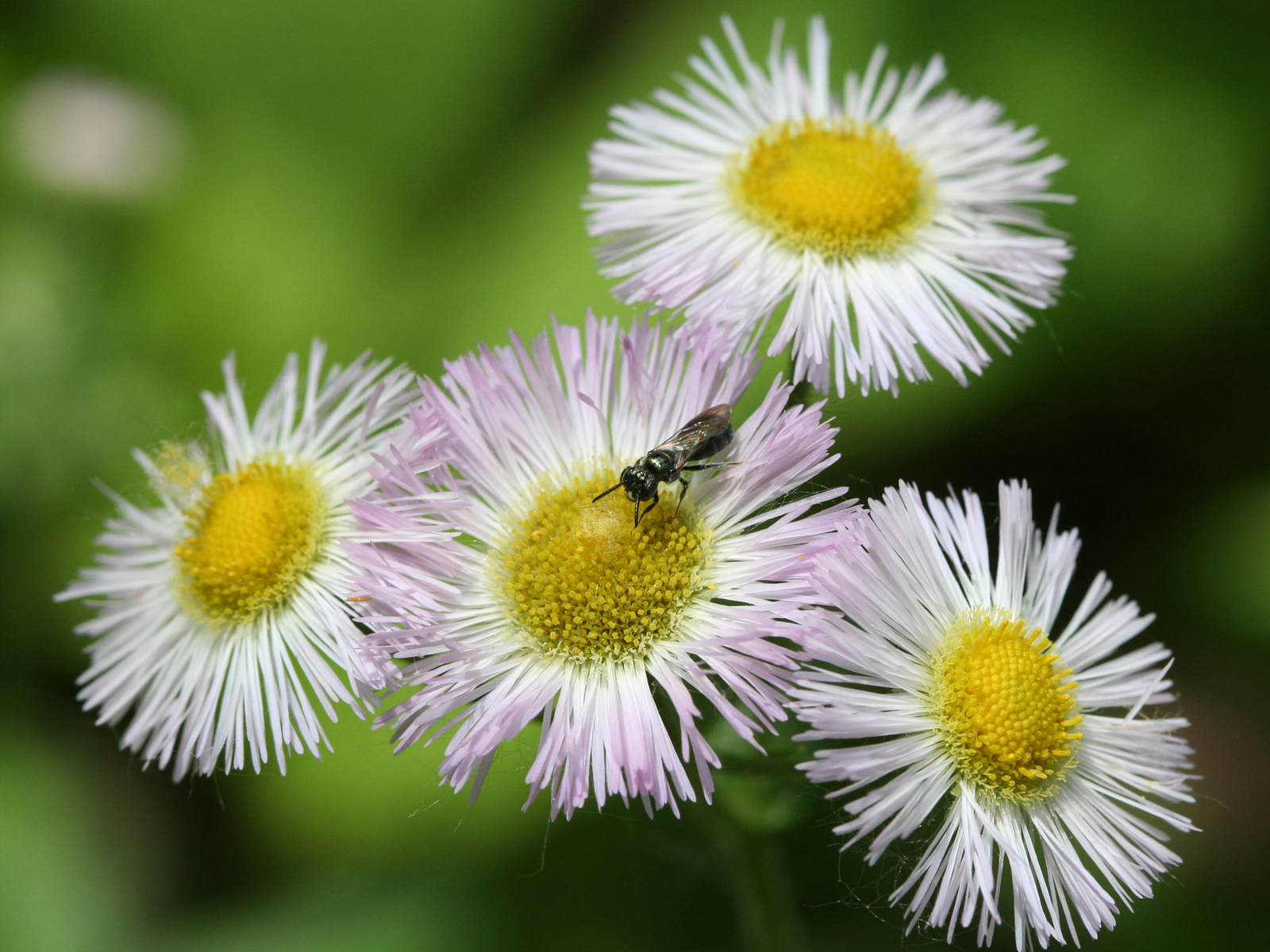
Erigeron annuus

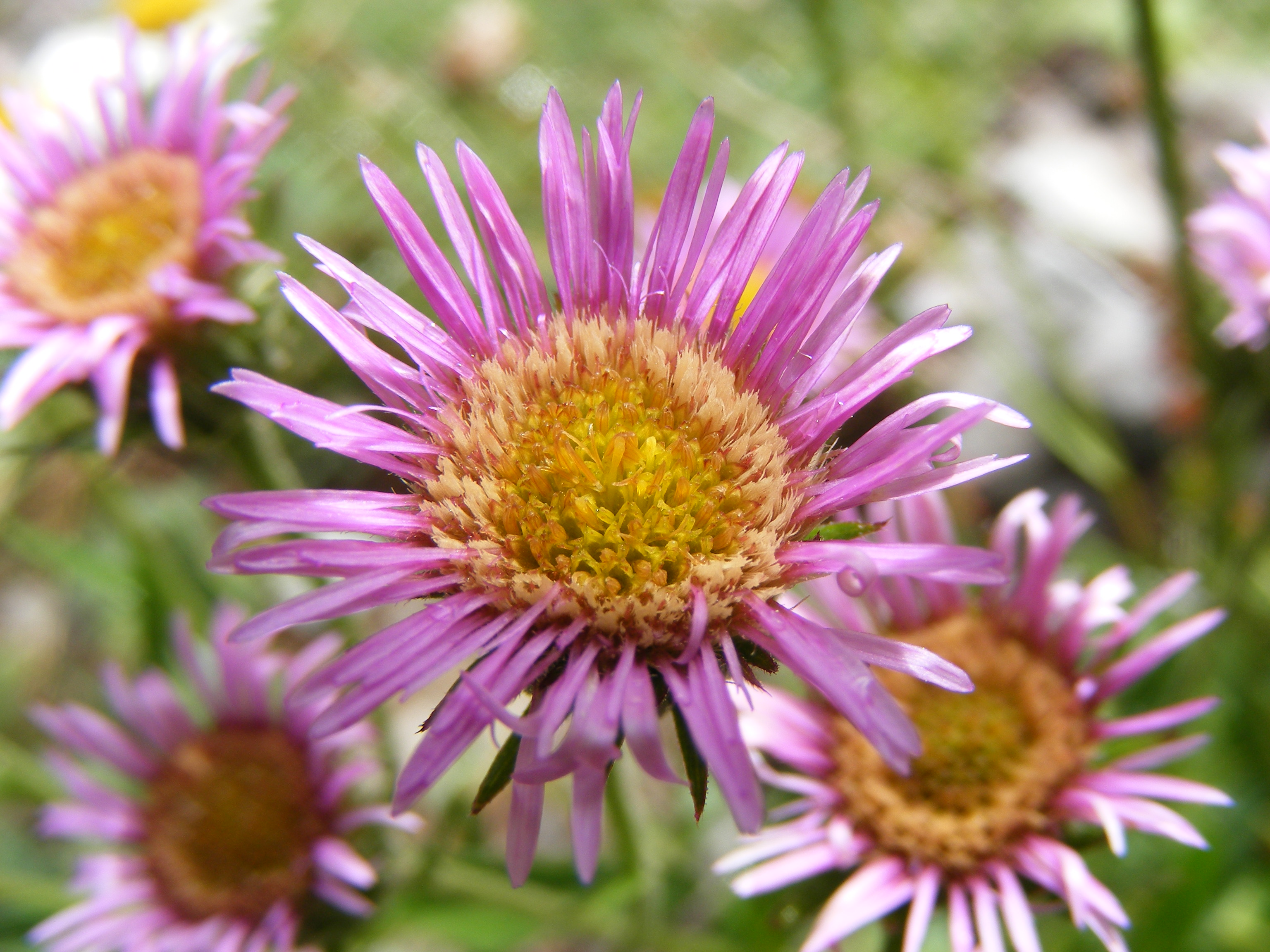
Erigeron atticus

- Erigeron abajoensis Cronquist, 1947
- Erigeron acer L., 1753
- Erigeron acomanus Spellenb. & P.Knight, 1989
- Erigeron acris L., 1753
- Erigeron adenophorus Greenm., 1903
- Erigeron aegyptiacus L., 1767
- Erigeron aequifolius H.M.Hall, 1915
- Erigeron affinis DC., 1836
- Erigeron alexeenkoi (Krasch.) Botsch.
- Erigeron algidus Jeps., 1925
- Erigeron aliceae Howell, 1900
- Erigeron allochrous Botsch.
- Erigeron allocotus S.F.Blake, 1937
- Erigeron alpiniformis Cronquist, 1947
- Erigeron alpinus L., 1753
- Erigeron altaicus Popov
- Erigeron altissimus R.R.Stewart
- Erigeron anchana G.L.Nesom, 1990
- Erigeron andicola DC., 1836
- Erigeron androssovii Popov, 1940
- Erigeron angustissimus Lindl. ex DC., 1836
- Erigeron anisophyllus Rech.f., 1982
- Erigeron annuactis G.L.Nesom, 1989
- Erigeron annuus (L.) Desf.
- Erigeron annuus (L.) Pers., 1807
- Erigeron aphanactis (A.Gray) Greene, 1897
- Erigeron apiculatus Benth., 1845
- Erigeron aquarius Standl. & Steyerm., 1940
- Erigeron arenarioides (D.C.Eaton ex A.Gray) A.Gray ex Rydb., 1917
- Erigeron argentatus A.Gray, 1873
- Erigeron arisolius G.L.Nesom, 1990
- Erigeron arizonicus A.Gray, 1883
- Erigeron armerifolius Turcz. ex DC., 1836
- Erigeron asperugineus (D.C.Eaton) A.Gray, 1880
- Erigeron asteroides Hort. angl. ex Link, 1822
- Erigeron astranthioides DeJong & G.L.Nesom, 1982
- Erigeron atticus Vill.
- Erigeron aurantiacus Regel
- Erigeron aureus Greene	, 1891
- Erigeron aviatorum Herter, 1939
- Erigeron azureus Regel ex Popov

## B
- Erigeron badachschanicus Botsch.
- Erigeron baicalensis Botsch.

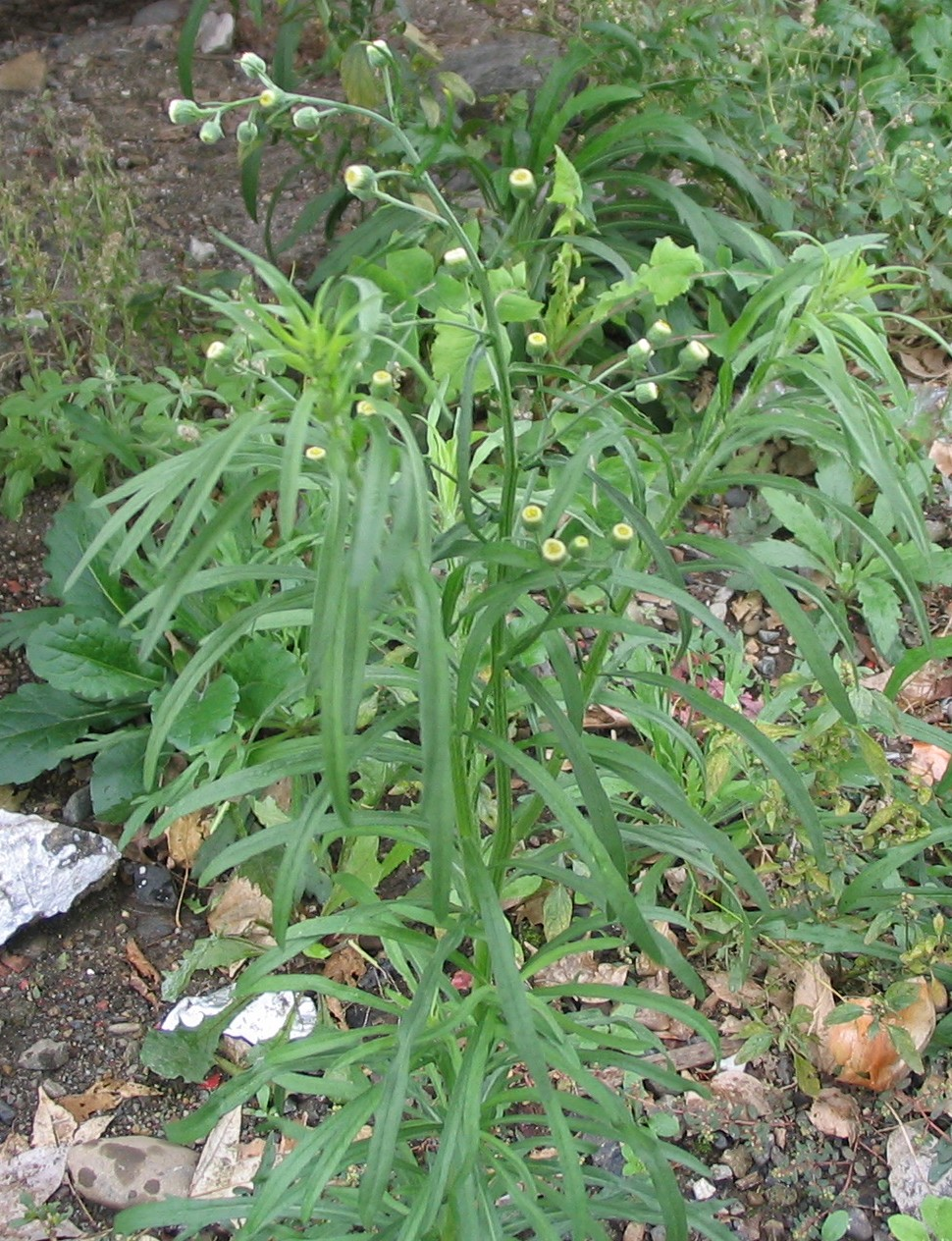
Erigeron bonariensis

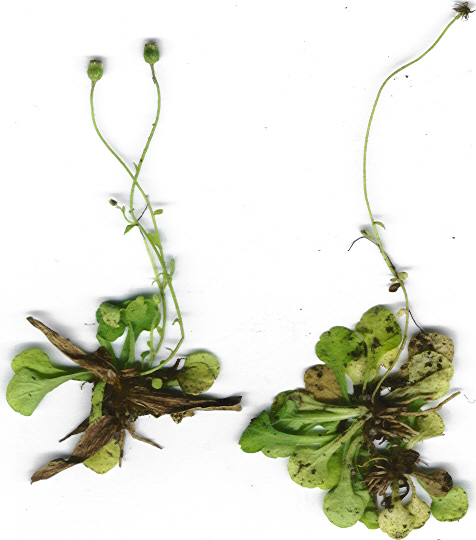
Erigeron bellioides

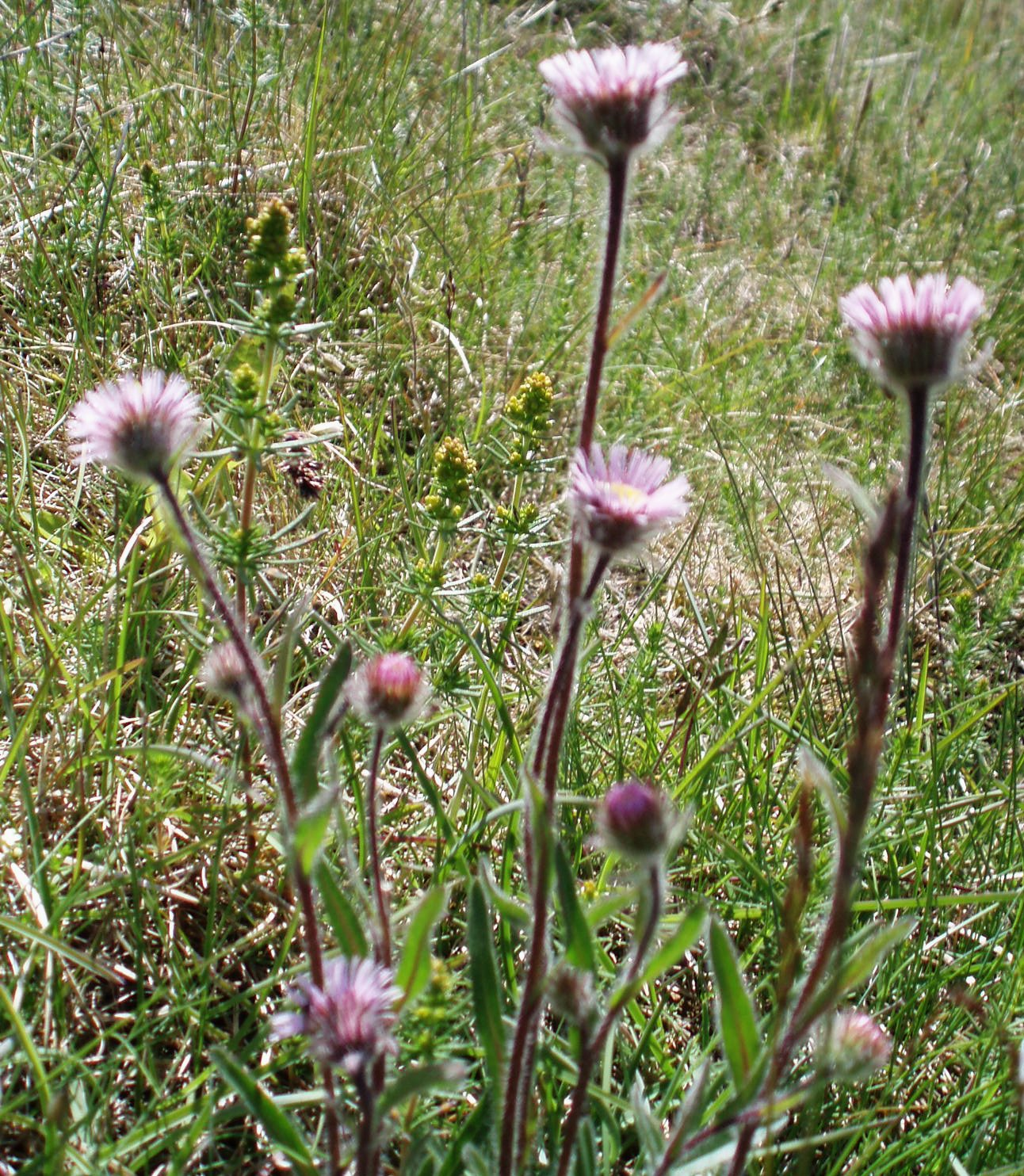
Erigeron borealis

- Erigeron barbellulatus Greene, 1895
- Erigeron bardsirica Parsa, 1890
- Erigeron basalticus Hoover, 1994
- Erigeron basaseachensis G.L.Nesom, 1989
- Erigeron basilobatus S.F.Blake, 1942
- Erigeron baumii O.Hoffm., 1903
- Erigeron bellidiastroides Griseb., 1866
- Erigeron bellidiastrum Nutt., 1840
- Erigeron bellidiformis Popov
- Erigeron bellidioides (Buch.-Ham. ex D.Don) Benth. ex C.B.Clarke
- Erigeron bellidioides (Hook.f.) S.J.Forbes & D.I.Morris
- Erigeron bellidioides Griseb., 1866
- Erigeron bellioides DC., 1836
- Erigeron bigelovii A.Gray, 1859
- Erigeron bilbaoanus (Remy) Cabrera, 1939
- Erigeron biolettii Greene, 1894
- Erigeron biramosus Botsch.
- Erigeron blakei Cabrera, 1941
- Erigeron blochmaniae Greene, 1896
- Erigeron bloomeri A.Gray, 1865
- Erigeron boergeri Herter, 1939
- Erigeron bonariensis L., 1753
- Erigeron borealis (Vierh.) Simmons, 1913
- Erigeron brachyphyllus
- Erigeron brachyspermus Botsch.
- Erigeron breviscapus (Vaniot) Hand.-Mazz., 1936
- Erigeron breweri A.Gray, 1865
- Erigeron burejensis Barkalov, 1992
- Erigeron byei S.D.Sundb. & G.L.Nesom, 1990

## C

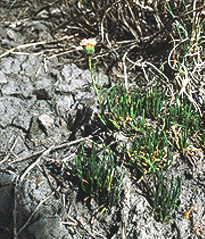
Erigeron compactus

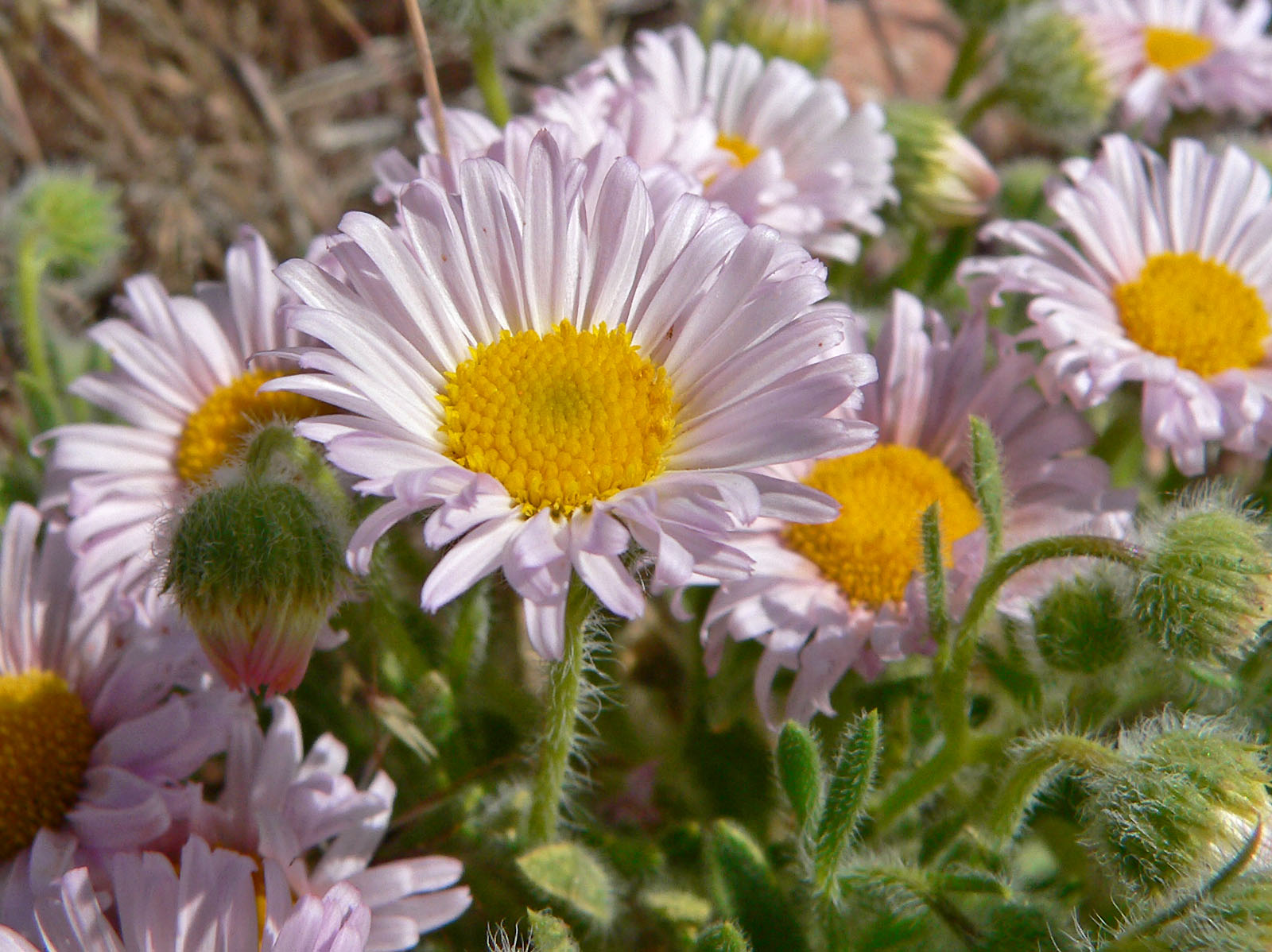
Erigeron concinnus

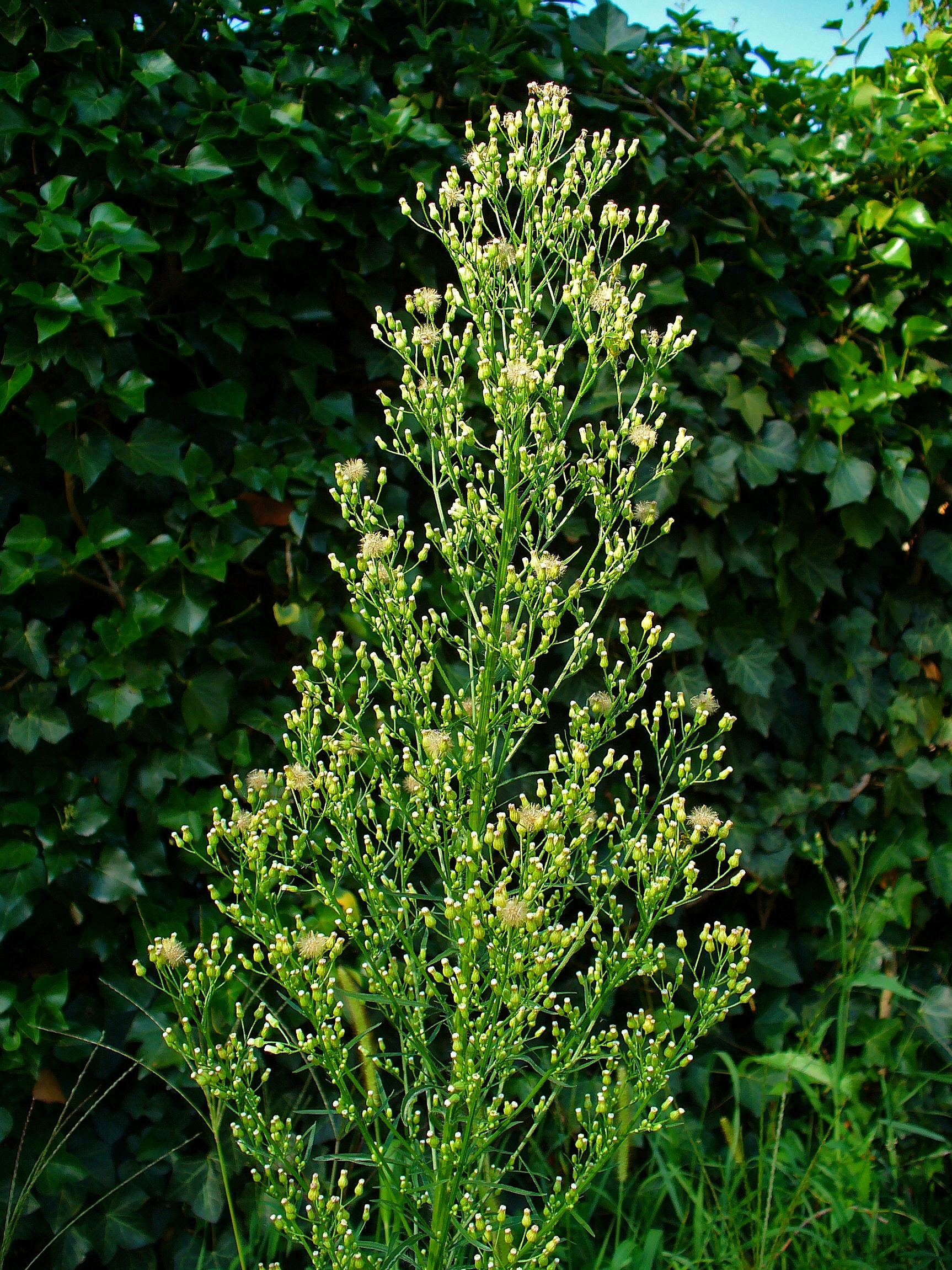
Erigeron canadensis

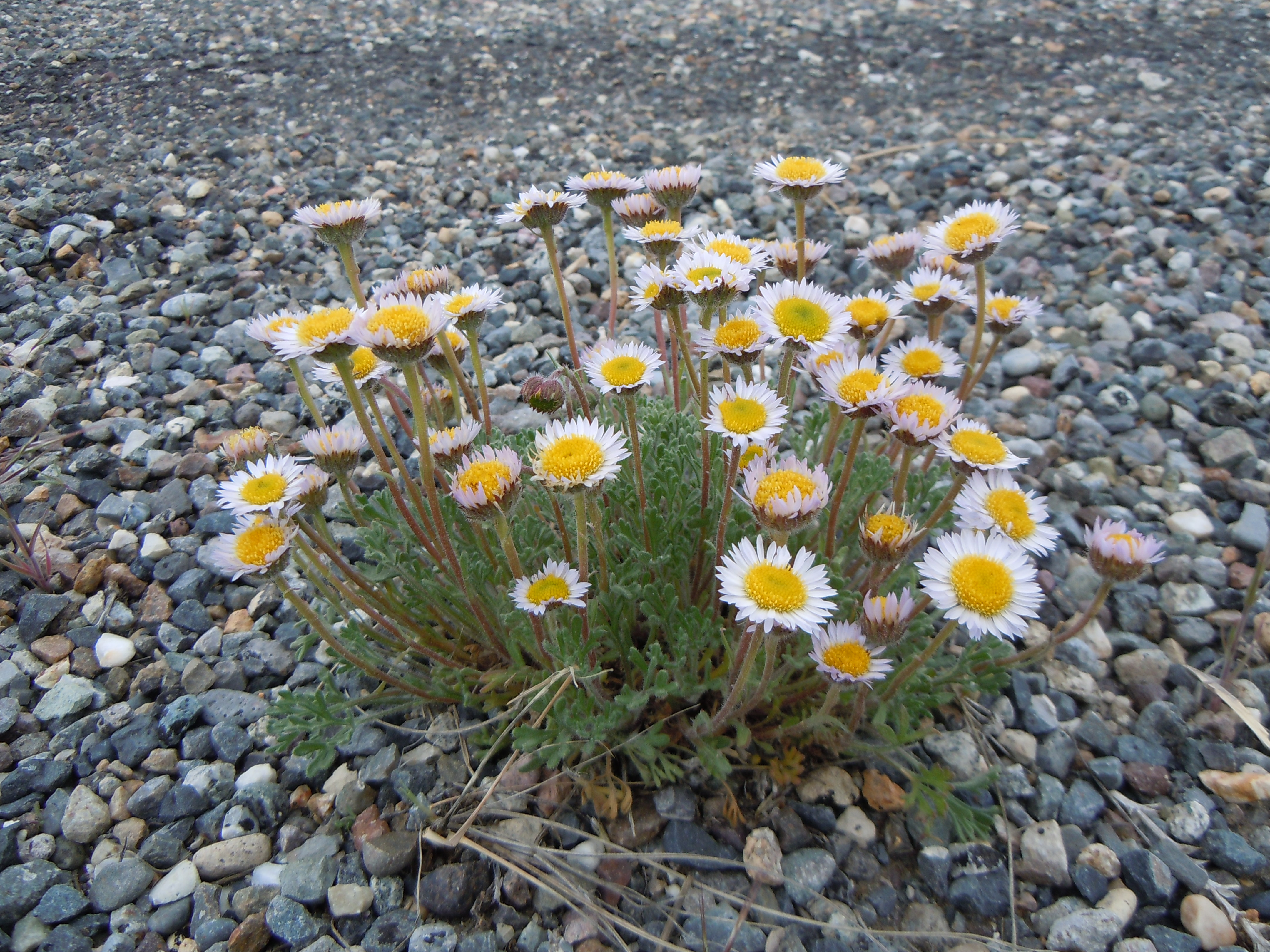
Erigeron compositus

- Erigeron cabulicus (Boiss.) Botsch.
- Erigeron caeruleus Urb., 1912
- Erigeron caespitans Kom., 1930
- Erigeron caespitosus Nutt., 1840
- Erigeron calcicola Greenm., 1905
- Erigeron calderae A.Hansen, 1992
- Erigeron calvus Coville, 1892
- Erigeron campanensis Valdeb., Lowrey & Stuessy, 1986
- Erigeron camposportoi Cabrera, 1957
- Erigeron canaani S.L.Welsh, 1983
- Erigeron canadensis L., 1753
- Erigeron canus A.Gray, 1849
- Erigeron capillipes Ekman ex Urb., 1925
- Erigeron cascadensis A.Heller, 1900
- Erigeron caucasicus Steven
- Erigeron caulinifolius G.L.Nesom, 1989
- Erigeron cavernensis S.L.Welsh & N.D.Atwood, 1988
- Erigeron cedretorum Rech.f.
- Erigeron celerieri Emb. & Maire
- Erigeron cervinus Greene, 1897
- Erigeron chiangii G.L.Nesom, 1979
- Erigeron chihuahuanus Greene, 1891
- Erigeron chionophilus Boiss.
- Erigeron chionophilus Wedd., 1855
- Erigeron chiriquensis Standl., 1940
- Erigeron chrysopsidis A.Gray, 1884
- Erigeron cieloensis G.L.Nesom, 1989
- Erigeron cilicicus Boiss. ex Vierh., 1906
- Erigeron cinereus Hook. & Arn., 1836
- Erigeron circulis G.L.Nesom, 1989
- Erigeron clokeyi Cronquist, 1947
- Erigeron coeruleus Popov, 1948
- Erigeron compactus S.F.Blake, 1922
- Erigeron compositus Pursh, 1814
- Erigeron concinnus (Hook. & Arn.) Torr. & A.Gray, 1841
- Erigeron consimilis Cronquist, 1947
- Erigeron conyzoides F.Muell., 1854
- Erigeron coronarius Greene
- Erigeron coroniglandifer G.L.Nesom, 1989
- Erigeron corymbosus Nutt., 1840
- Erigeron coulteri Porter, 1874
- Erigeron crenatus Eastw., 1931
- Erigeron cronquistii Maguire, 1944
- Erigeron cuatrocienegensis G.L.Nesom, 1981
- Erigeron cuneifolius DC., 1836
- Erigeron cyanactis Rech.f.

## D
- Erigeron dactyloides (Greenm.) G.L.Nesom, 1989
- Erigeron daenensis Vierh., 1906
- Erigeron darrellianus Hemsl., 1883
- Erigeron daveauanus (Sennen) Greuter, 2007
- Erigeron davisii (Cronquist) G.L.Nesom, 2004
- Erigeron deamii B.L.Rob., 1910
- Erigeron decumbens Nutt., 1840
- Erigeron dejongii G.L.Nesom
- Erigeron delphinifolius Willd., 1809
- Erigeron denalii A.Nelson, 1945
- Erigeron diplopappoides S.Schauer, 1847
- Erigeron disparipilus Cronquist, 1947
- Erigeron dissectus Urb., 1912
- Erigeron divergens Torr. & A.Gray, 1841
- Erigeron dolichostylus Botsch., 1959
- Erigeron domingensis Urb., 1903
- Erigeron droebachensis O.F.Müll. ex Retz., 1795
- Erigeron dryophyllus A.Gray, 1882

## E
- Erigeron earlei Britton & P.Wilson, 1920
- Erigeron eatonii A.Gray, 1880
- Erigeron ecuadoriensis Hieron., 1895
- Erigeron elatior (A.Gray) Greene, 1897
- Erigeron elatus (Hook.) Greene, 1897
- Erigeron elbursensis Vierh., 1906
- Erigeron elegantulus Greene, 1895
- Erigeron eliceae
- Erigeron elmeri (Greene) Greene, 1897
- Erigeron engelmannii A.Nelson, 1899
- Erigeron epiroticus (Vierh.) Halácsy
- Erigeron eriocalyx (Ledeb.) Vierh., 1906
- Erigeron eriocephalus J.Vahl, 1840
- Erigeron eruptens G.L.Nesom, 1989
- Erigeron ervendbergii A.Gray, 1873
- Erigeron evermannii Rydb., 1917
- Erigeron exilis A.Gray ex A.Gray, 1887
- Erigeron eximius Greene, 1898

## F

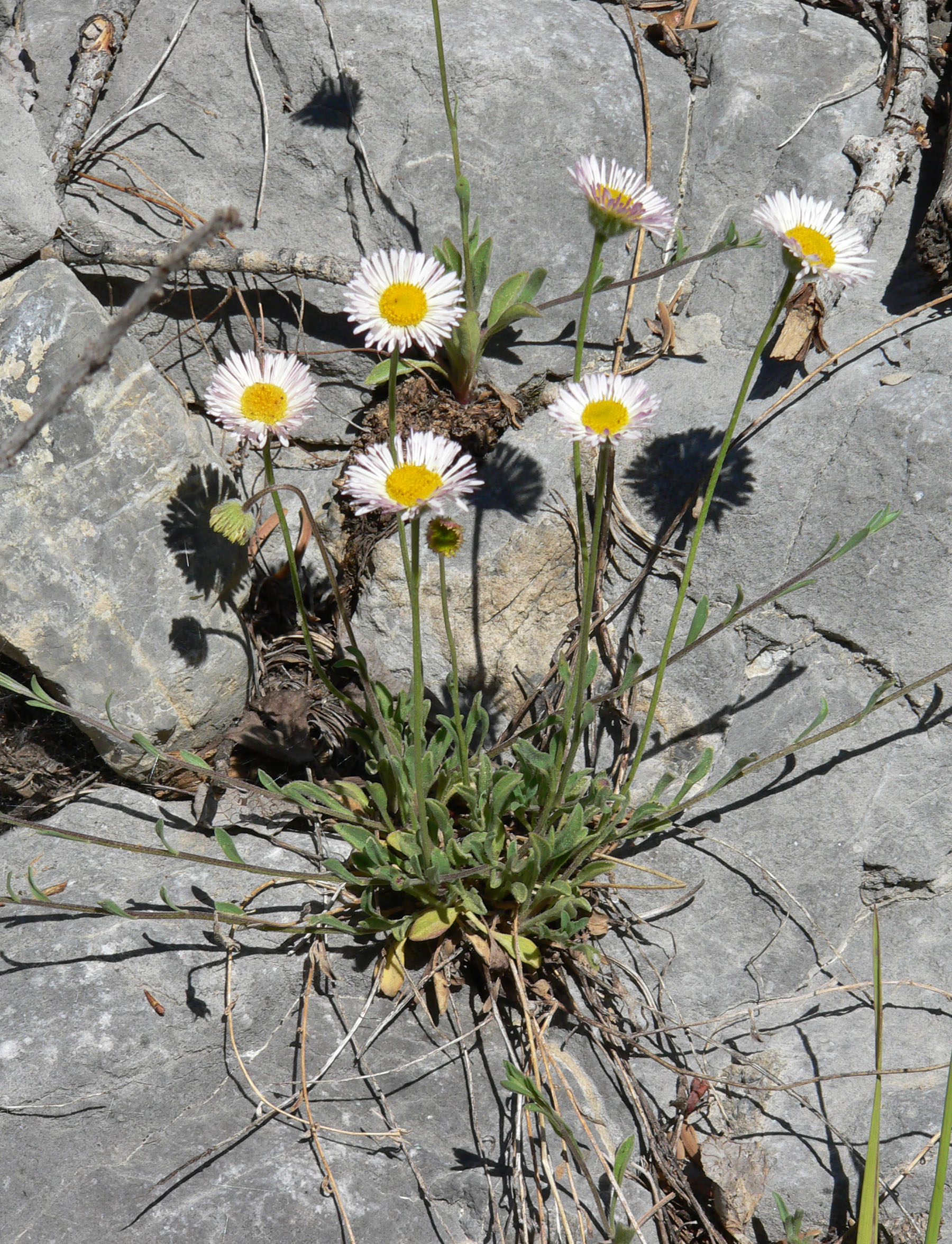
Erigeron flagellaris

- Erigeron falconeri (C.B.Clarke) Botsch., 1961
- Erigeron fasciculatus Colla, 1835
- Erigeron fernandezius (Colla) Harling, 1962
- Erigeron filifolius (Hook.) Nutt., 1840
- Erigeron flabellifolius Rydb., 1899
- Erigeron flaccidus (Bunge) Botsch., 1954
- Erigeron flagellaris A.Gray, 1849
- Erigeron flettii G.N.Jones, 1936
- Erigeron floribundus (Kunth) Sch.Bip., 1865
- Erigeron fluens G.L.Nesom, 1988
- Erigeron foliosus Nutt., 1840
- Erigeron formosissimus Greene, 1898
- Erigeron forreri (Greene) Greene, 1891
- Erigeron fragrans Spreng., 1826
- Erigeron fraternus Greene, 1891
- Erigeron frigidus Boiss. ex DC., 1875
- Erigeron fuertesii Urb., 1913
- Erigeron fukuyamae Kitam., 1933
- Erigeron fundus G.L.Nesom, 1989

## G

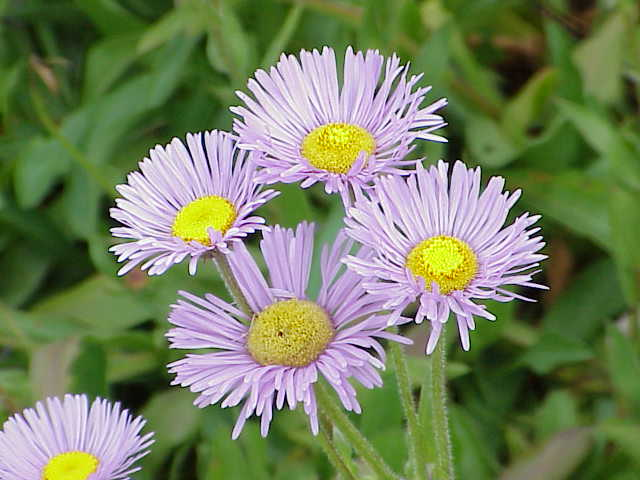
Erigeron glabellus

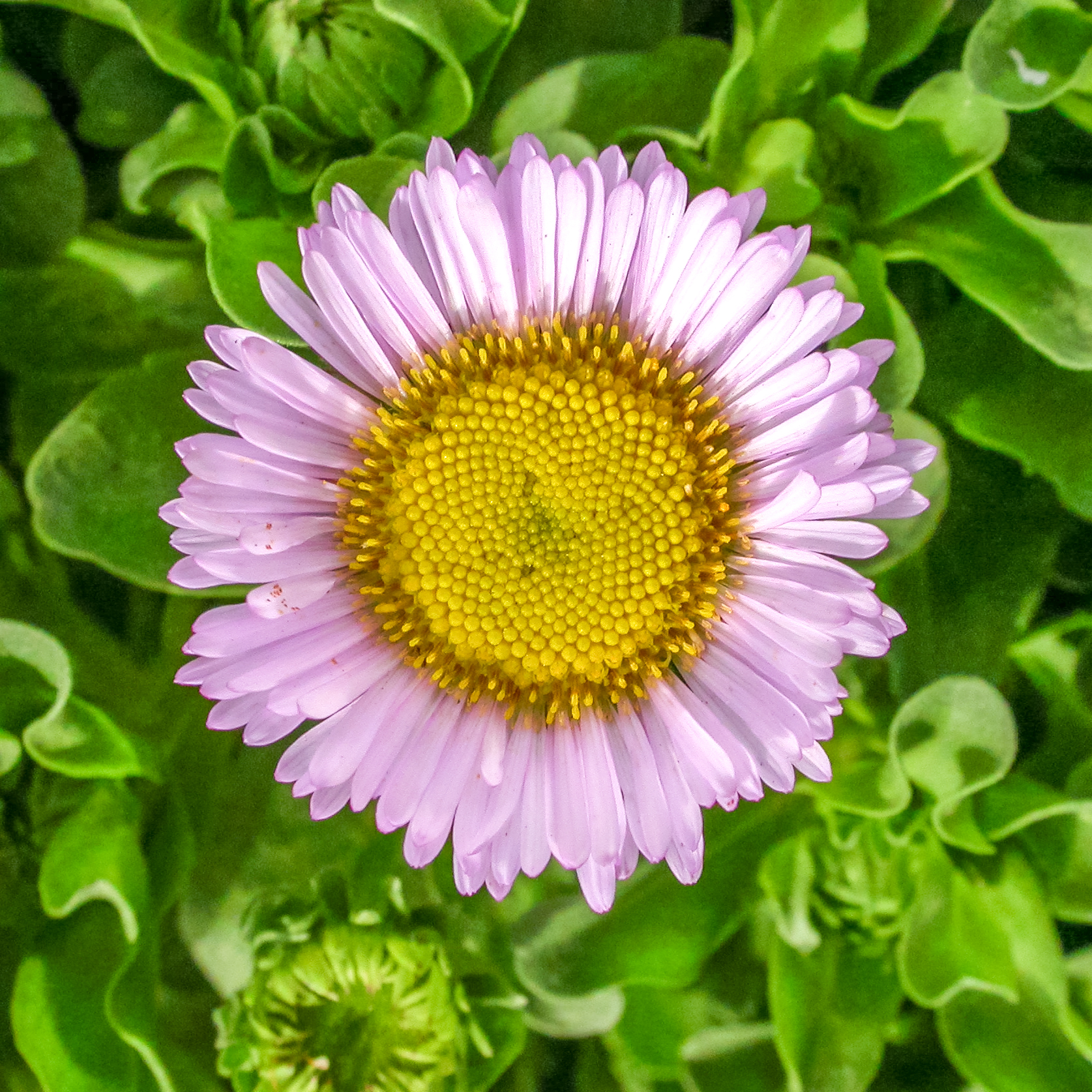
Erigeron glaucus

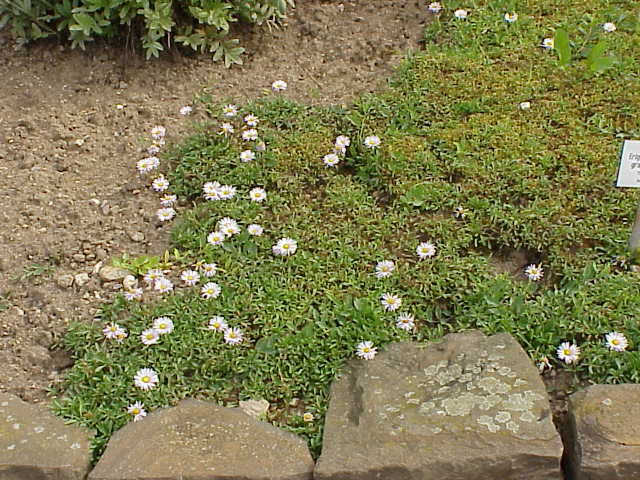
Erigeron grandiflorus

- Erigeron galeottii (A.Gray) Greene, 1891
- Erigeron garrettii A.Nelson, 1909
- Erigeron geiseri Shinners, 1947
- Erigeron gilliesii (Hook. & Arn.) Cabrera, 1971
- Erigeron glabellus Nutt., 1818
- Erigeron glacialis (Nutt.) A.Nelson, 1904
- Erigeron glaucus Ker Gawl., 1815
- Erigeron gnaphalioides Kunth, 1820
- Erigeron goodrichii S.L.Welsh, 1983
- Erigeron gouanii L., 1771
- Erigeron gracilis Rydb., 1900
- Erigeron gramineus L., 1753
- Erigeron granatensis W.Lippert, 1984
- Erigeron grandiflorus Hook., 1834
- Erigeron greenei G.L.Nesom, 2004
- Erigeron griseus (Greenm.) G.L.Nesom, 1982
- Erigeron guatemalensis (S.F.Blake) G.L.Nesom, 1982
- Erigeron gunnii (Hook.f.) F.Muell.
- Erigeron gypsoverus G.L.Nesom, 1981

## H

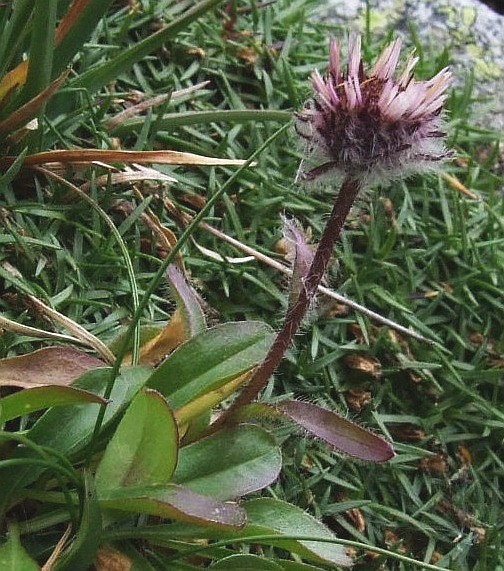
Erigeron hungaricus

- Erigeron heliographis G.L.Nesom, 1990
- Erigeron hessii G.L.Nesom, 1978
- Erigeron heterochaeta Botsch., 1954
- Erigeron heteromorphus B.L.Rob., 1892
- Erigeron heterophyllus Muhl. ex Willd., 1803
- Erigeron hillii Domke, 1936
- Erigeron himalajensis Vierh., 1906
- Erigeron hintoniorum G.L.Nesom, 1989
- Erigeron hispanicus (Vierh.) Maire, 1924
- Erigeron hissaricus Botsch., 1959
- Erigeron howellii (A.Gray) A.Gray, 1884
- Erigeron hultenii Spongberg, 1973
- Erigeron humilis Graham, 1828
- Erigeron hungaricus (Vierh.) Pawł., 1934
- Erigeron hyoseroides Griseb., 1866
- Erigeron hyperboreus Greene, 1892
- Erigeron hypsophilus Phil., 1873
- Erigeron hyrcanicus Bornm. & Vierh., 1906
- Erigeron hyssopifolius Michx., 1803

## I
- Erigeron illapelinus Phil., 1894
- Erigeron imbricatus Vierh., 1916
- Erigeron incaicus Solbrig, 1962
- Erigeron incertus (d'Urv.) Skottsb., 1913
- Erigeron ingae Skottsb., 1921
- Erigeron inoptatus A.Gray, 1886
- Erigeron inornatus (A.Gray) A.Gray, 1880
- Erigeron irazuensis Greenm., 1904
- Erigeron ivifolius (L.) Sch.Bip., 1844

## J
- Erigeron jaeschkei Vierh.
- Erigeron jamaicensis L., 1759
- Erigeron janivultus G.L.Nesom, 1982
- Erigeron jenkinsii G.L.Nesom, 1993
- Erigeron jonesii Cronquist, 1947

## K

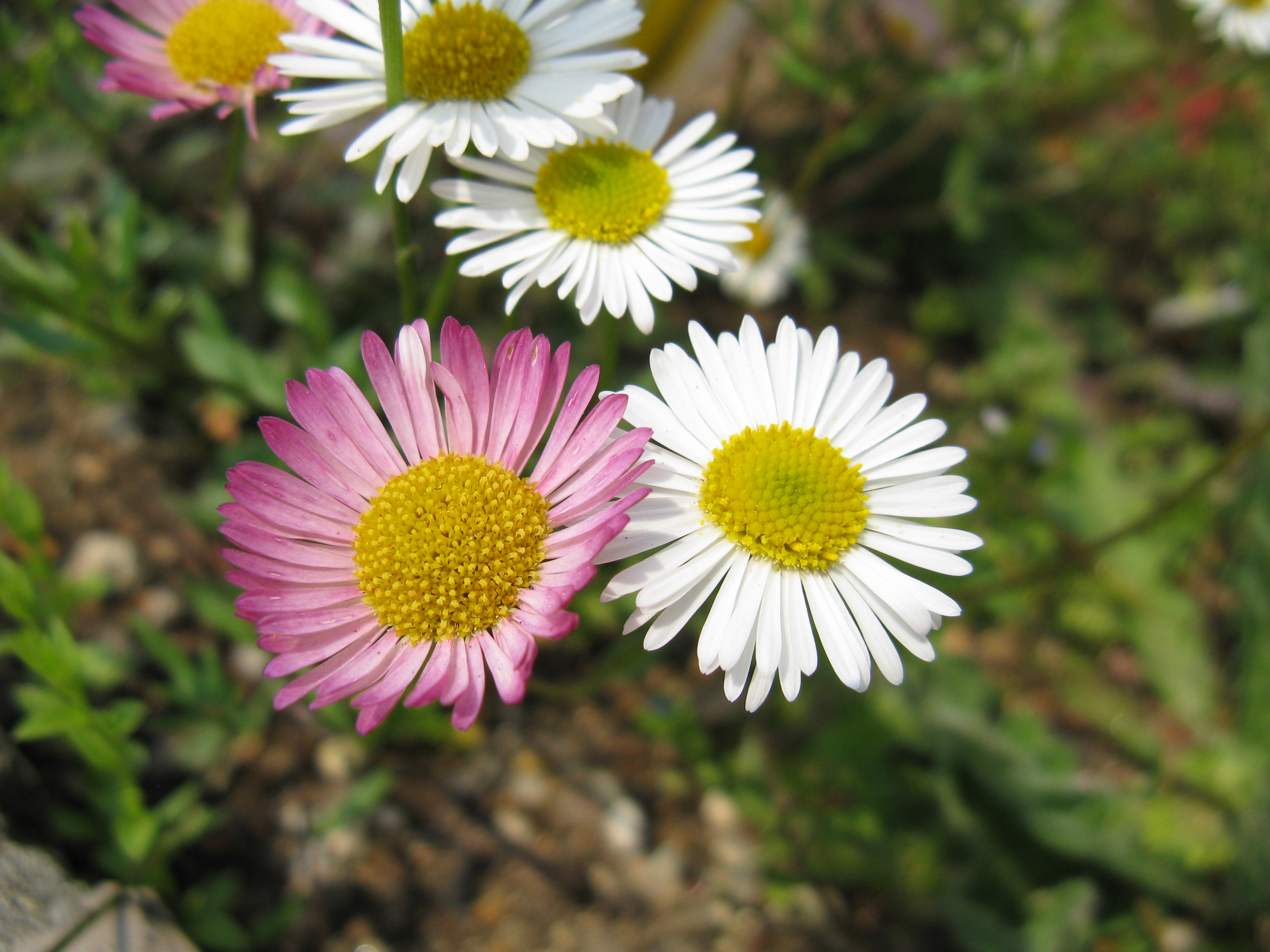
Erigeron karvinskianus

- Erigeron kachinensis S.L.Welsh & Gl.Moore, 1968
- Erigeron karvinskianus DC., 1836
- Erigeron khorossanicus Boiss.
- Erigeron kiukiangensis Ling & Y.L.Chen, 1973
- Erigeron klamathensis (G.L.Nesom) G.L.Nesom, 2004
- Erigeron komarovii Botsch., 1954
- Erigeron kopetdaghensis Popov, 1940
- Erigeron krylovii Serg., 1945
- Erigeron kumaunensis (Vierh.) Wendelbo, 1952
- Erigeron kunshanensis Ling & Y.L.Chen, 1973
- Erigeron kuschei Eastw., 1931

## L
- Erigeron lachnocephalus Botsch., 1959
- Erigeron lackschewitzii G.L.Nesom & W.A.Weber, 1983
- Erigeron lanatus Hook., 1834
- Erigeron lanceolatus Wedd., 1855
- Erigeron lanuginosus Y.L.Chen, 1981
- Erigeron lassenianus Greene, 1897
- Erigeron latus (A.Nelson & J.F.Macbr.) Cronquist, 1947
- Erigeron laxiflorus Baker, 1882
- Erigeron lechleri Sch.Bip., 1855
- Erigeron leibergii Piper, 1901
- Erigeron leiolepis Solbrig, 1955
- Erigeron leiomerus A.Gray, 1884
- Erigeron leioreades Popov, 1940
- Erigeron lemmonii A.Gray, 1883
- Erigeron lepidopodus (B.L.Rob. & Fernald) G.L.Nesom, 1981
- Erigeron leptocladus Rech.f., 1982
- Erigeron leptopetalus Phil., 1864
- Erigeron leptorhizon DC., 1836
- Erigeron leucanthemifolius S.Schauer, 1847
- Erigeron leucoglossus Ling & Y.L.Chen, 1973
- Erigeron libanensis Urb., 1925
- Erigeron libanoticus Vierh., 1906
- Erigeron linearis (Hook.) Piper, 1906
- Erigeron lobatus A.Nelson, 1934
- Erigeron lonchophyllus Hook., 1834
- Erigeron longipes DC., 1836
- Erigeron luteoviridis Skottsb., 1921
- Erigeron luxurians (Skottsb.) Solbrig, 1962

## M

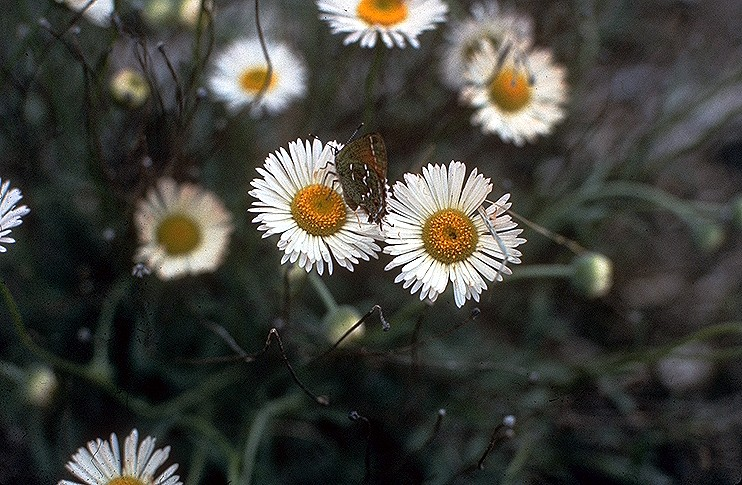
Erigeron modestus

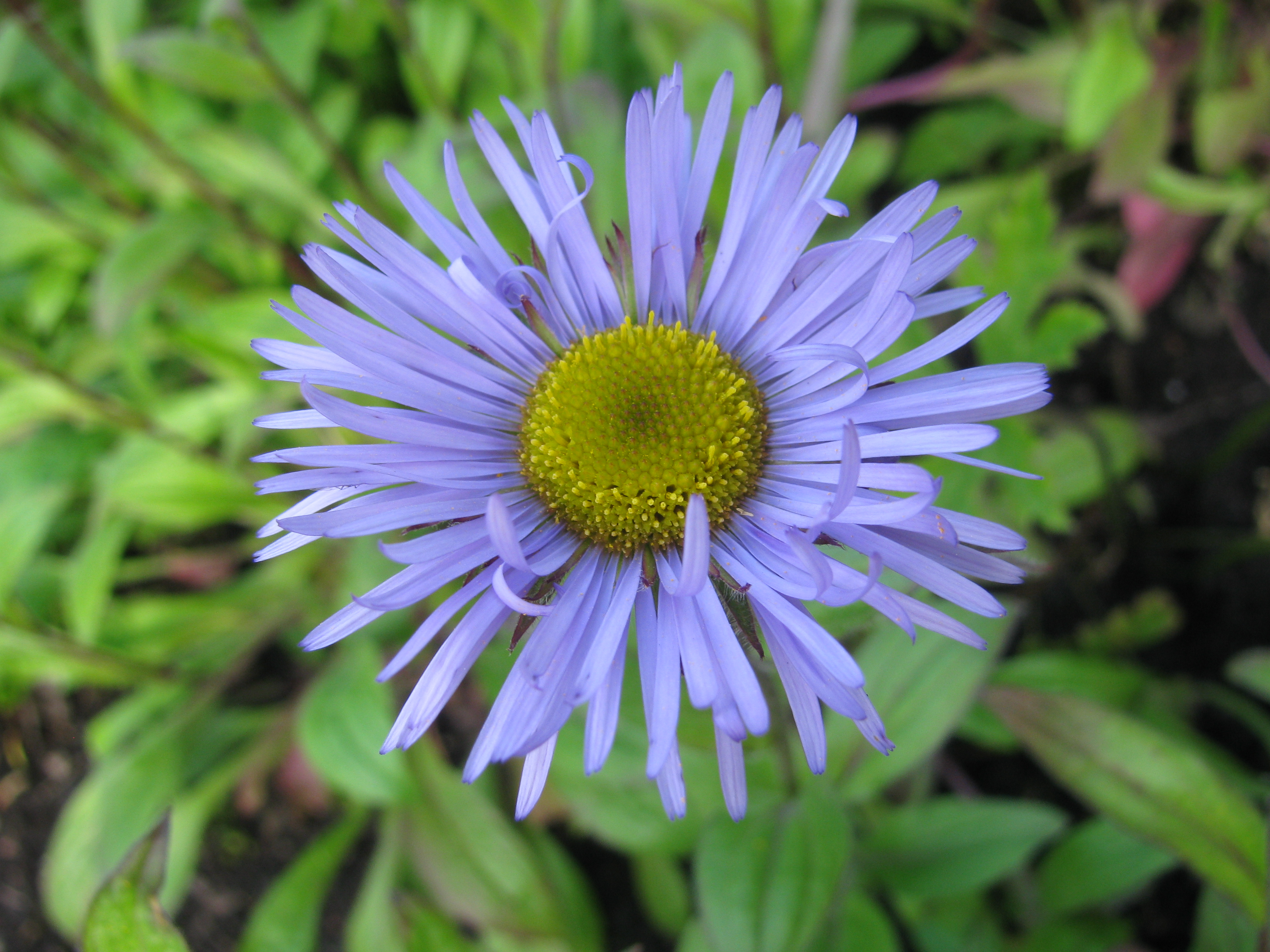
Erigeron multiradiatus

- Erigeron macdonaldii G.L.Nesom, 1990
- Erigeron machucana G.L.Nesom
- Erigeron maguirei Cronquist, 1947
- Erigeron mairei H.Lév., 1912
- Erigeron major (Boiss.) Vierh., 1906
- Erigeron mancus Rydb., 1917
- Erigeron maniopotamicus G.L.Nesom & T.W.Nelson, 2004
- Erigeron manshuricus (Kom.) Vorosch., 1972
- Erigeron mariposanus Congdon, 1900
- Erigeron matsudae Koidz., 1917
- Erigeron maxonii (S.F.Blake) S.F.Blake, 1924
- Erigeron mayoensis G.L.Nesom, 1933
- Erigeron melanocephalus (A.Nelson) A.Nelson, 1899
- Erigeron metrius S.F.Blake, 1942
- Erigeron mihianus S.F.Blake, 1942
- Erigeron mimus (S.F.Blake) G.L.Nesom, 1982
- Erigeron minusculus Cuatrec., 1935
- Erigeron miser A.Gray, 1878
- Erigeron miyabeanus (Tatew. & Kitam.), 1933
- Erigeron modestus A.Gray, 1849
- Erigeron mohinorensis G.L.Nesom, 1989
- Erigeron monticolus DC.
- Erigeron morelensis Greenm., 1905
- Erigeron morrisonensis Hayata, 1908
- Erigeron moupinensis Franch., 1887
- Erigeron muirii A.Gray, 1882
- Erigeron multiceps Greene, 1891
- Erigeron multifolius Hand.-Mazz., 1937
- Erigeron multiradiatus (Lindl. ex DC.) Benth. & Hook.f., 1876
- Erigeron myosotis Pers., 1807

## N
- Erigeron nabidshonii Kamelin, 1974
- Erigeron nacoriensis G.L.Nesom, 1989
- Erigeron nannogeron Rech.f., 1982
- Erigeron nanus Nutt., 1840
- Erigeron narcissus G.L.Nesom, 1982
- Erigeron naudinii (Bonnet) Humbert, 1960
- Erigeron nauseosus (M.E.Jones) A.Nelson, 1904
- Erigeron neglectus A.Kern.
- Erigeron nematophyllus Rydb., 1905
- Erigeron neocaledonicus S.Moore, 1921
- Erigeron neomexicanus A.Gray, 1883
- Erigeron nervosus Willd., 1803
- Erigeron nitidus S.J.Forbes, 1996
- Erigeron nivalis Nutt., 1840

## O
- Erigeron oaxacanus Greenm., 1905
- Erigeron ochroleucus Nutt., 1840
- Erigeron ocoensis Urb. & Ekman, 1931
- Erigeron olympicus Schott & Kotschy, 1857
- Erigeron onofrensis G.L.Nesom, 1989
- Erigeron oreades (Schrenk) Fisch. & C.A.Mey.
- Erigeron oreganus A.Gray, 1883
- Erigeron oreophilus Greenm., 1905
- Erigeron oreophilus Ridl.
- Erigeron othonnifolius Hook. & Arn., 1836
- Erigeron ovinus Cronquist, 1947
- Erigeron oxyodontus Lunell, 1913
- Erigeron oxyphyllus Greene, 1895

## P
- Erigeron pacayensis Greenm., 1907
- Erigeron pallens Cronquist, 1947
- Erigeron pallidus Popov, 1948
- Erigeron palmeri A.Gray, 1880

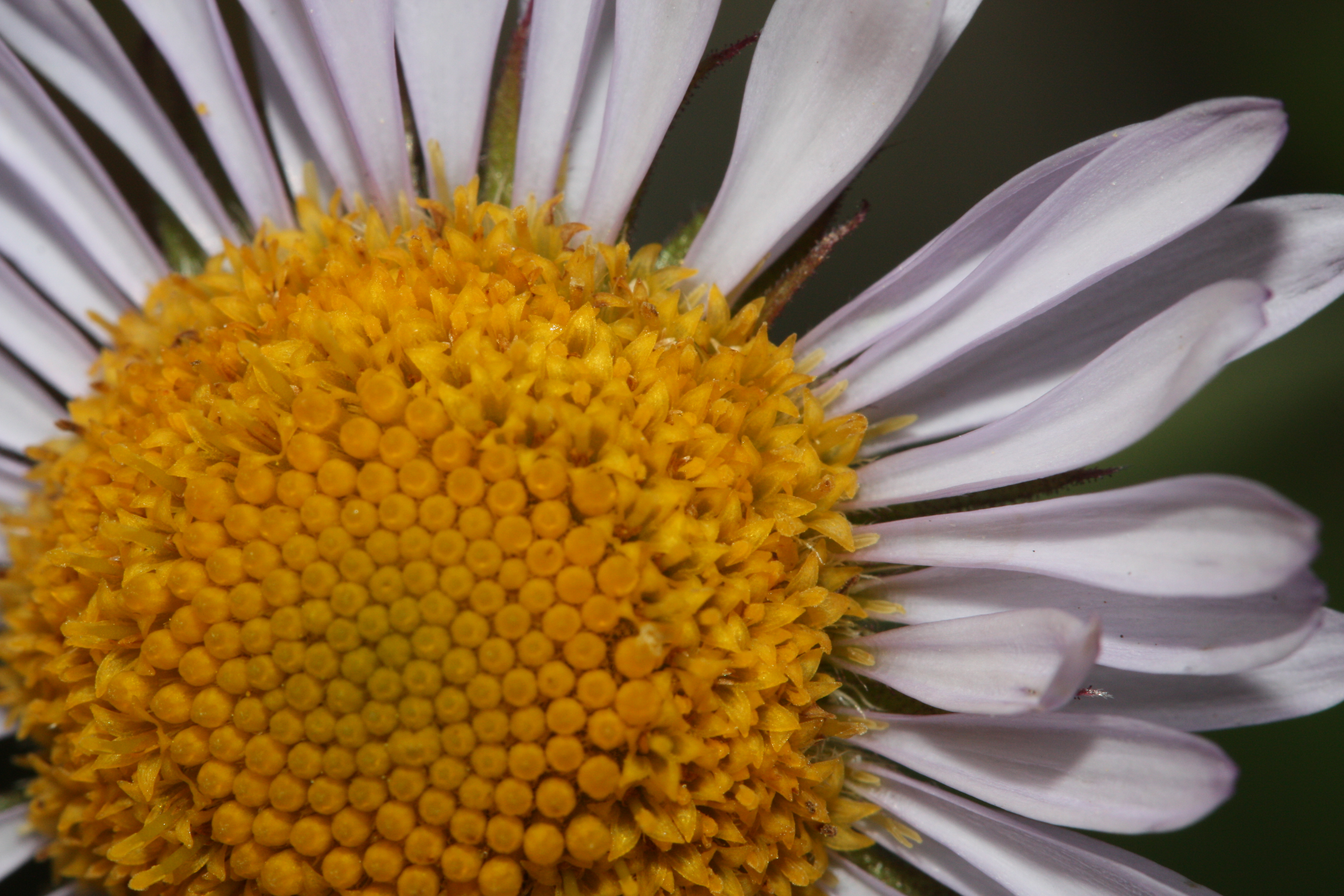
Erigeron peregrinus

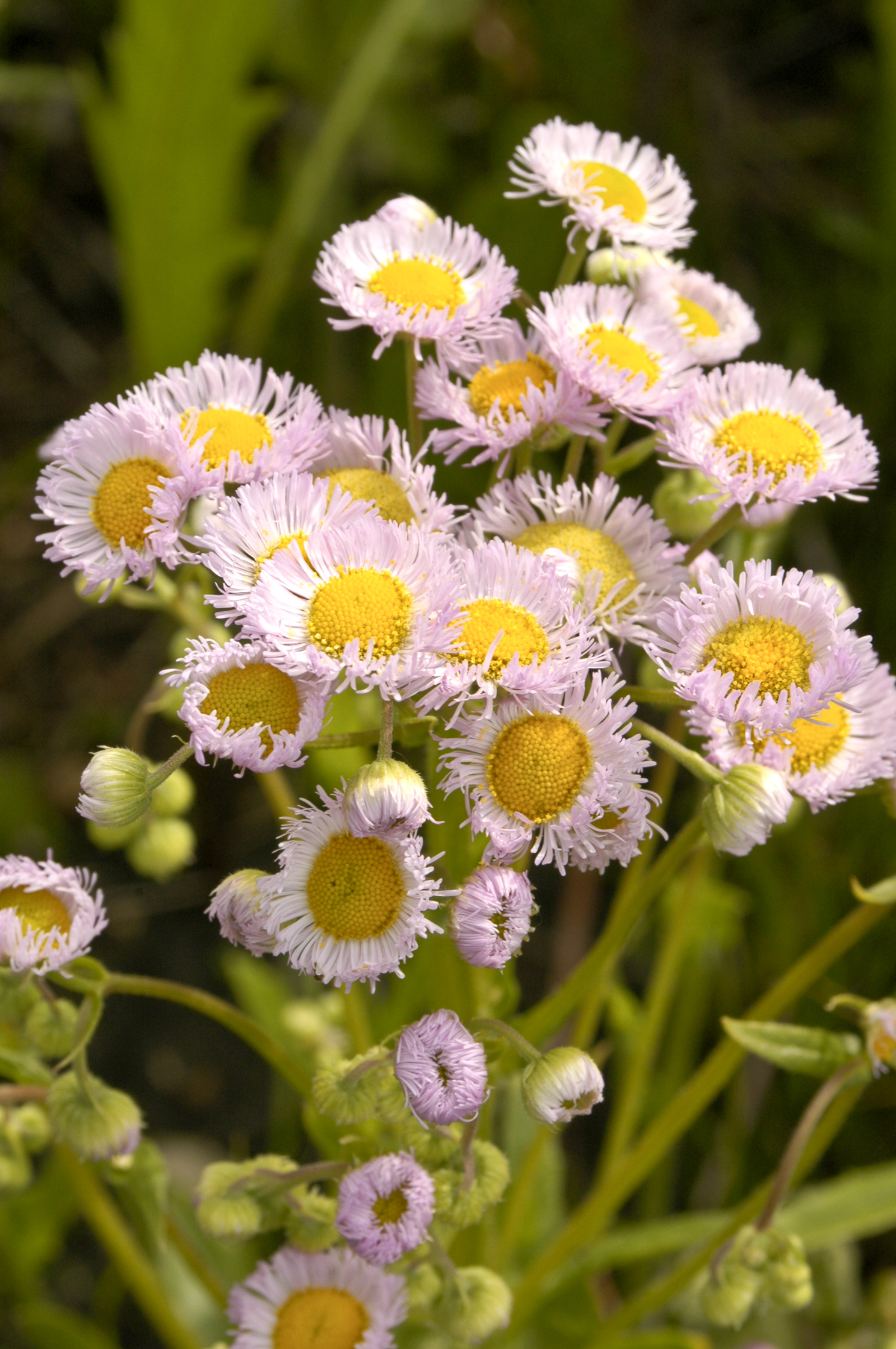
Erigeron philadelphicus

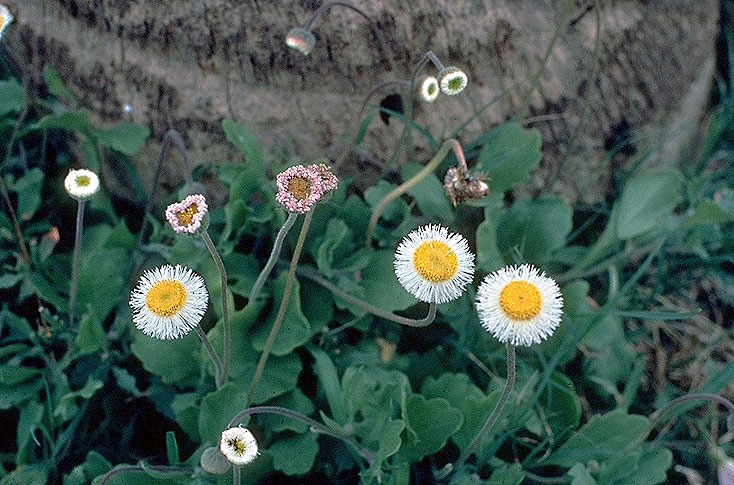
Erigeron procumbens

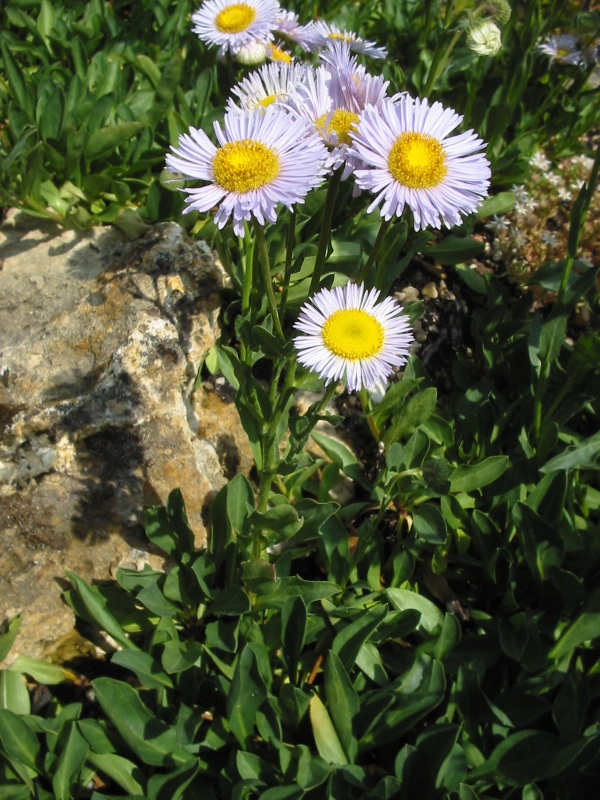
Erigeron pulchellus

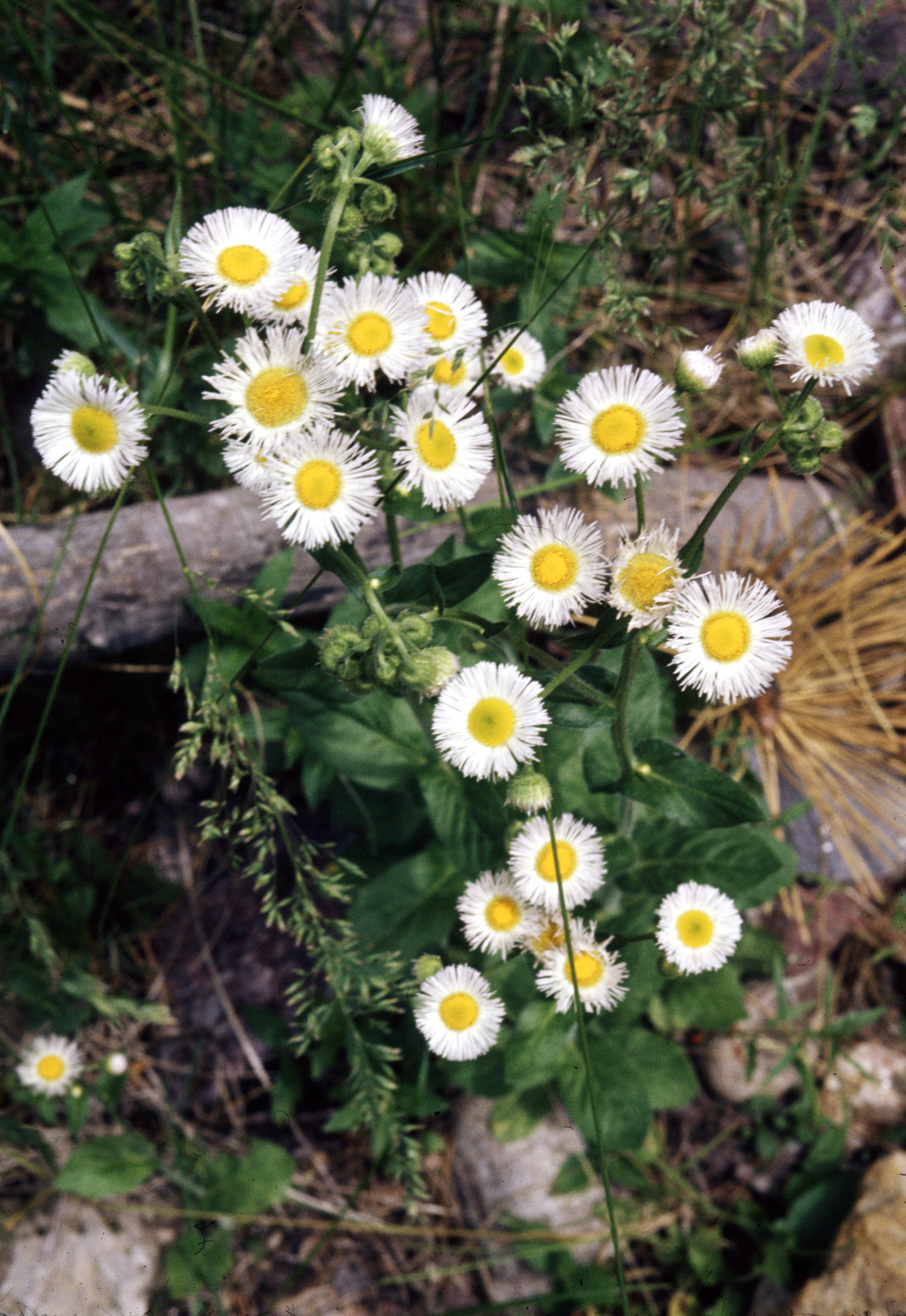
Erigeron pumilus

- Erigeron paludicola S.J.Forbes, 1996
- Erigeron pamiricus Botsch. & Kochk., 1988
- Erigeron panduratus C.C.Chang, 1941
- Erigeron paolii Gamisans, 1977
- Erigeron pappocromus Labill., 1806
- Erigeron parishii A.Gray, 1884
- Erigeron parryi Canby & Rose, 1890
- Erigeron patagonicus Phil., 1894
- Erigeron pattersonii G.L.Nesom, 1994
- Erigeron paucilobus Urb., 1925
- Erigeron pauper Benoist, 1936
- Erigeron pazensis Sch.Bip. ex Rusby, 1865
- Erigeron peregrinus (Banks ex Pursh) Greene, 1897
- Erigeron petiolaris Vierh., 1906
- Erigeron petroiketes Rech.f.
- Erigeron petrophilus Greene, 1888
- Erigeron philadelphicus L., 1753
- Erigeron pinkavii B.L.Turner, 1975
- Erigeron pinnatisectus (A.Gray) A.Nelson, 1899
- Erigeron piperianus Cronquist, 1947
- Erigeron piscaticus G.L.Nesom, 1989
- Erigeron plesiogeron Rech.f., 1982
- Erigeron podophyllus G.L.Nesom, 1989
- Erigeron poliospermus A.Gray, 1884
- Erigeron polycephalus (Larsen) G.L.Nesom, 1982
- Erigeron polycladus Urb., 1903
- Erigeron popovii Botsch., 1957
- Erigeron porphyrolepis Ling & Y.L.Chen, 1973
- Erigeron porsildii G.L.Nesom & D.F.Murray, 2004
- Erigeron potosinus Standl., 1940
- Erigeron primulifolium (Lam.) Greuter, 2003
- Erigeron pringlei A.Gray, 1882
- Erigeron procumbens (Houst. ex Mill.) G.L.Nesom, 1985
- Erigeron pseud (Bunge) Popov
- Erigeron pseuderiocephalus Popov, 1948
- Erigeron pseudoeriocephalus M.Pop.
- Erigeron pseudohyrcanicus Grierson ex R.R.Stewart
- Erigeron pseudoseravschanicus Botsch., 1959
- Erigeron psilocaulis Urb., 1931
- Erigeron pubescens Kunth, 1820
- Erigeron pulchellus Michx., 1803
- Erigeron pulcher Phil., 1873
- Erigeron pulcherrimus A.Heller, 1898
- Erigeron pumilus Nutt., 1818
- Erigeron punjabensis T. & Akhtar Chaudhri, 1978
- Erigeron purpurascens Ling & Y.L.Chen, 1973
- Erigeron purpuratus Greene, 1900
- Erigeron pygmaeus (A.Gray) Greene, 1897
- Erigeron pyrami Botsch., 1957

## Q
- Erigeron quercifolius Lam., 1823
- Erigeron quiexobrensis G.L.Nesom, 1990

## R
- Erigeron radicatus Hook., 1834
- Erigeron raphaelis Cuatrec., 1969
- Erigeron reductus (Cronquist) G.L.Nesom, 1992
- Erigeron reinanus G.L.Nesom, 1998
- Erigeron religiosus Cronquist, 1947
- Erigeron rhizomactis G.L.Nesom, 1989
- Erigeron rhizomatus Cronquist, 1947
- Erigeron robustior (Cronquist) G.L.Nesom, 2004
- Erigeron rosulatus Wedd., 1855
- Erigeron roylei DC., 1836
- Erigeron rufescens Link ex Steud., 1821
- Erigeron rupicola Phil., 1856
- Erigeron rybius G.L.Nesom, 1982
- Erigeron rydbergii Cronquist, 1947

## S

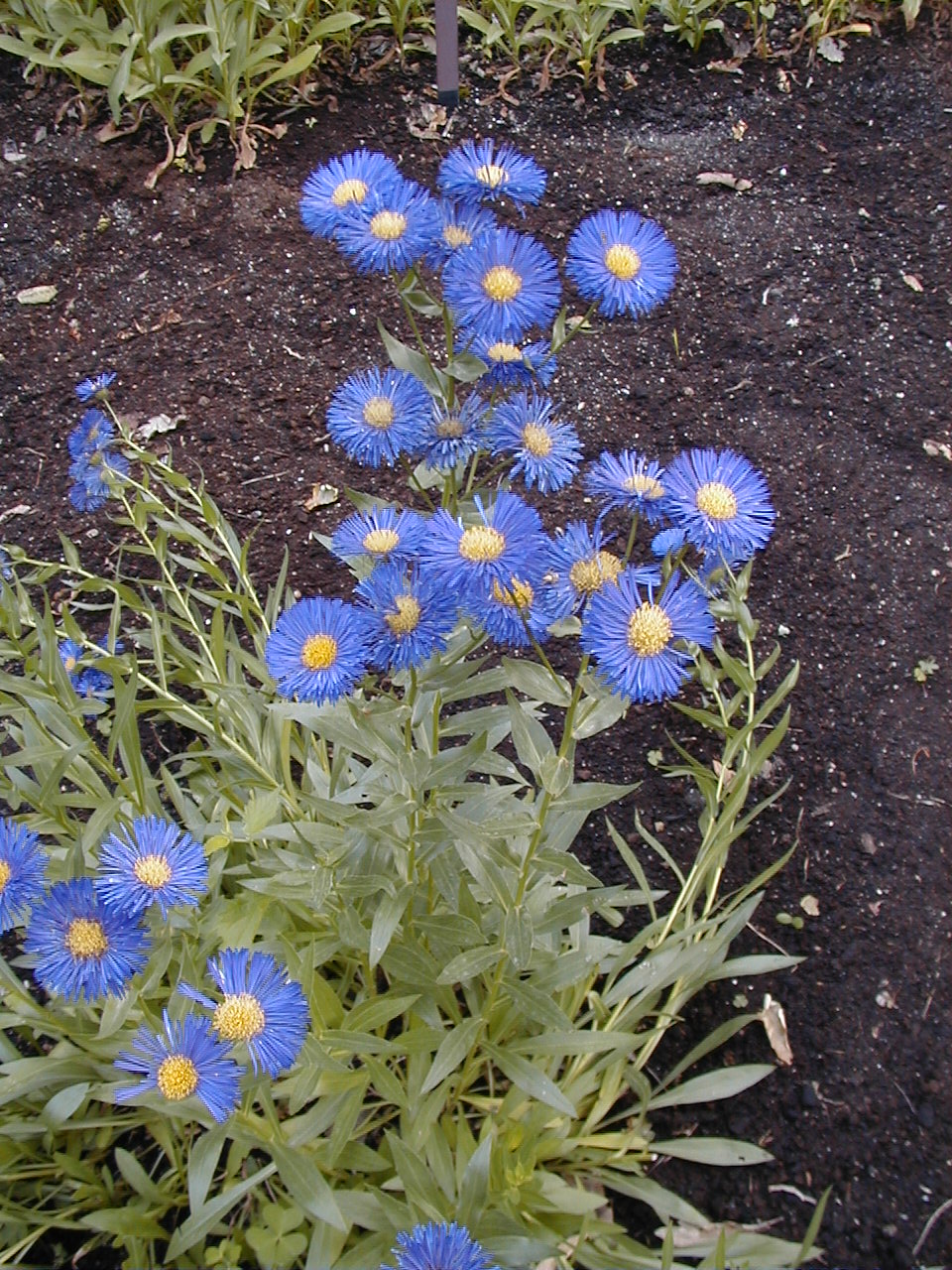
Erigeron speciosus

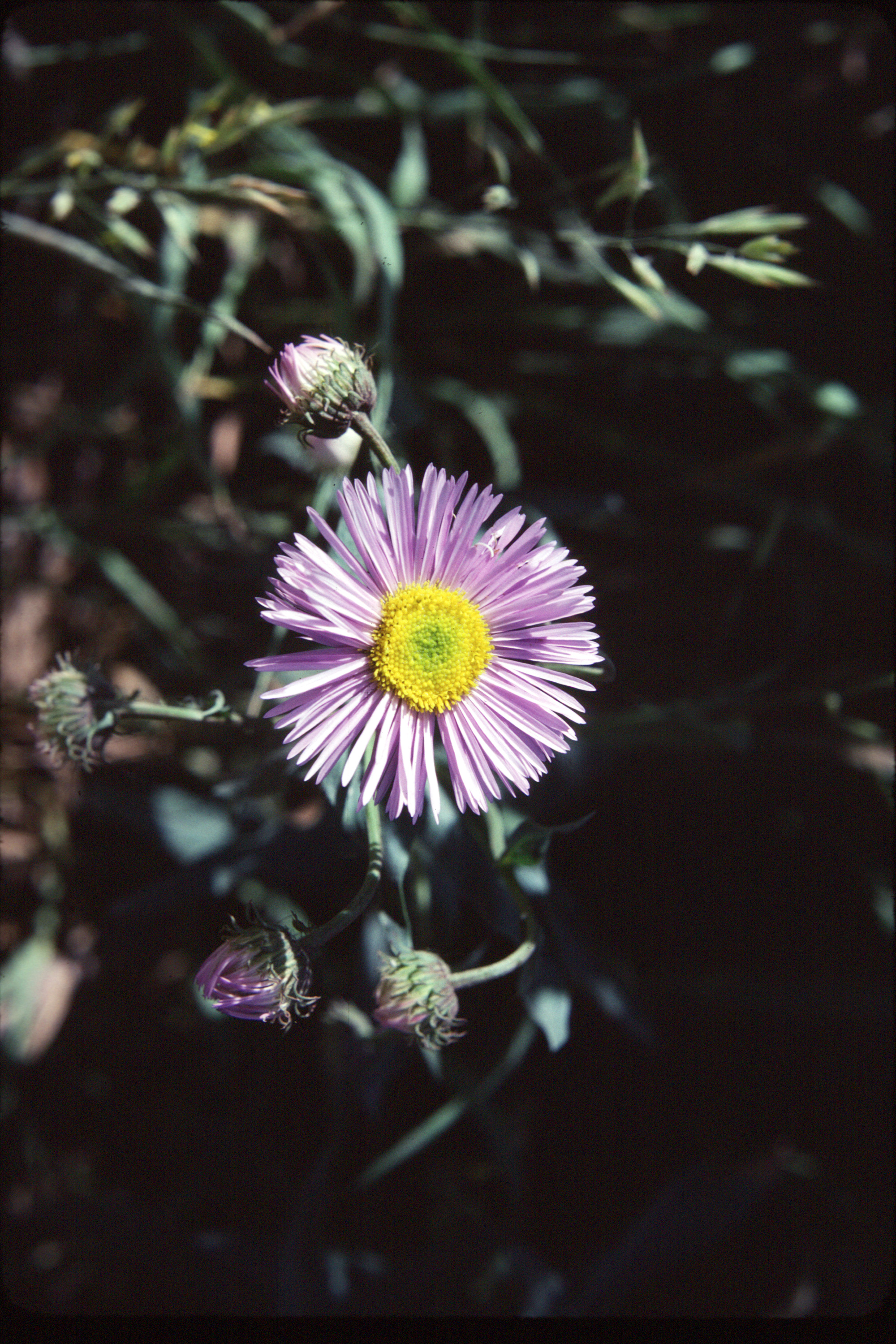
Erigeron subtrinervis

- Erigeron sachalinensis Botsch., 1959
- Erigeron salishii G.W.Douglas & Packer, 1988
- Erigeron salmonensis Brunsfeld & G.L.Nesom, 1989
- Erigeron salsuginosus (Richardson ex R.Br.) A.Gray, 1881
- Erigeron sanctarum S.Watson, 1889
- Erigeron saxatilis G.L.Nesom, 1990
- Erigeron scaberrimum (Less.) G.L.Nesom, 1985
- Erigeron scaposus DC., 1836
- Erigeron sceptrifer G.L.Nesom, 1990
- Erigeron schalbusi Vierh.
- Erigeron schikotanensis Barkalov, 1992
- Erigeron schleicheri Gremli, 1886
- Erigeron schmalhausenii Popov, 1948
- Erigeron schnackii Solbrig, 1965
- Erigeron scoparioides G.L.Nesom, 1989
- Erigeron scopulinus G.L.Nesom & V.D.Roth, 1981
- Erigeron seemannii (Sch.Bip. ex Sch.Bip.) Greene, 1891
- Erigeron semibarbatus DC., 1836
- Erigeron seravschanicus Popov, 1948
- Erigeron serpentinus G.L.Nesom, 1992
- Erigeron setosus (Benth.) M.Gray, 1974
- Erigeron silenifolius (Turcz. ex Turcz.) Botsch., 1954
- Erigeron sionis Cronquist, 1947
- Erigeron sivinskii G.L.Nesom, 1991
- Erigeron socorrensis Brandegee, 1899
- Erigeron sogdianus Popov, 1940
- Erigeron songoricus Y.Wei & C.H.An, 1999
- Erigeron sparsiflorus Eastw., 1896
- Erigeron sparsifolius Eastw., 1896
- Erigeron speciosus (Lindl.) DC., 1836
- Erigeron stanfordii I.M.Johnst. ex G.L.Nesom, 1981
- Erigeron stellatus (Hook.f.) W.M.Curtis, 1936
- Erigeron strictus DC., 1836
- Erigeron strictus Hook. & Arn., 1836
- Erigeron strigosus Muhl. ex Willd., 1803
- Erigeron strigulosus Greene, 1891
- Erigeron subacaulis (McVaugh) G.L.Nesom, 1982
- Erigeron subalpinus Urb., 1921
- Erigeron subdecurrens Sch.Bip. ex A.Gray, 1884
- Erigeron subglaber Cronquist	, 1947
- Erigeron sublyratus Roxb. ex DC.
- Erigeron subspicatus Benth. ex Benth., 1853
- Erigeron subtrinervis Rydb. ex Porter & Britton, 1894
- Erigeron sumatrensis Retz., 1789
- Erigeron supplex A.Gray, 1868
- Erigeron swatensis Grierson ex R.R.Stewart
- Erigeron sylvaticus Phil., 1858

## T
- Erigeron taipeiensis Ling & Y.L.Chen, 1973
- Erigeron talyschensis Tzvelev, 1993
- Erigeron tasmanicus (Hook.f.) Hook.f., 1857
- Erigeron taylorii Britton & P.Wilson, 1920
- Erigeron tenellus DC., 1836
- Erigeron tener (A.Gray) A.Gray, 1880
- Erigeron tenuicaulis Ling & Y.L.Chen, 1973
- Erigeron tenuis Torr. & A.Gray, 1841
- Erigeron tephropodus G.L.Nesom, 1981
- Erigeron thrincioides Griseb., 1866
- Erigeron thunbergii A.Gray, 1857
- Erigeron tianschanicus Botsch., 1959
- Erigeron trachseli Dalla Torre
- Erigeron tracyi Greene, 1902
- Erigeron trifidus Hook., 1834
- Erigeron trigonus S.J.Forbes & D.I.Morris, 1966
- Erigeron trilobus (Decne.) Boiss, 1875.
- Erigeron trimorphopsis Botsch., 1959
- Erigeron tripartitus S.F.Blake, 1937
- Erigeron tuerckheimii Urb., 1912
- Erigeron turczaninowii Wedd., 1855
- Erigeron turnerorum G.L.Nesom, 1987
- Erigeron tweedyi Canby, 1888

## U

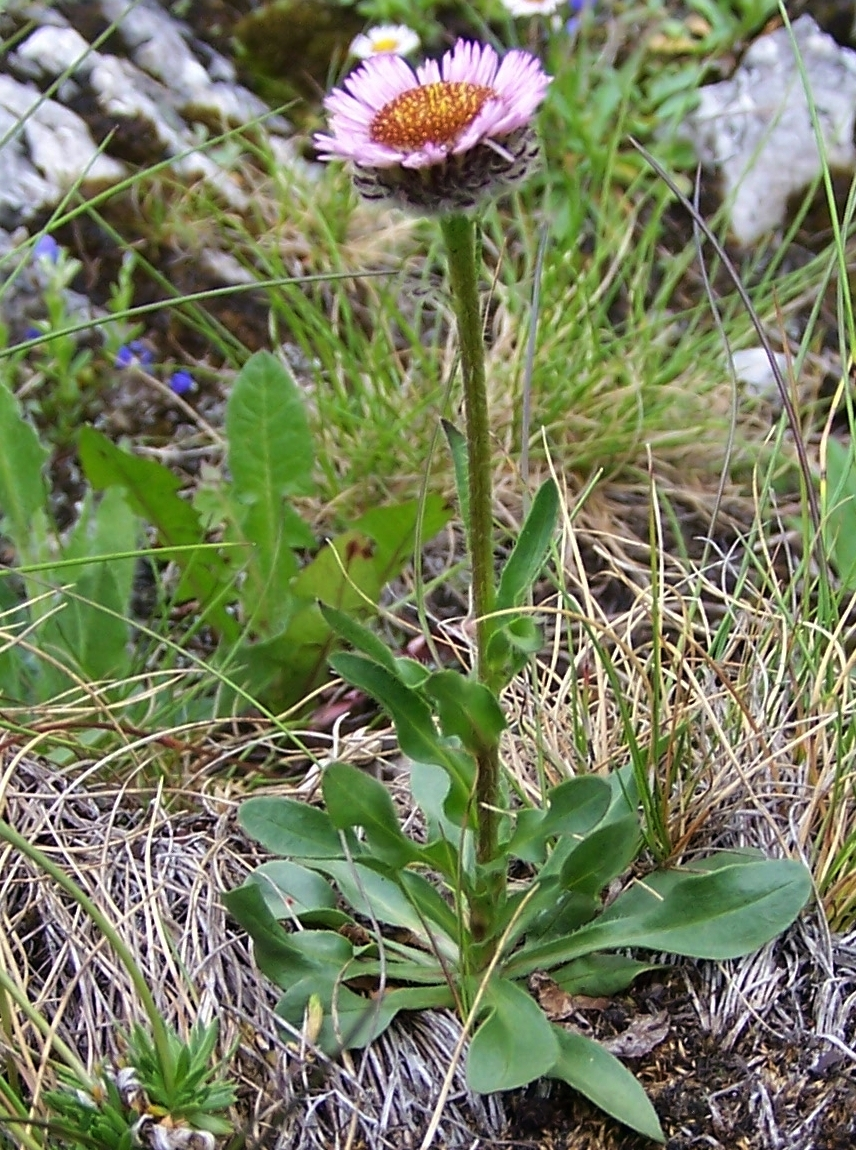
Erigeron uniflorus

- Erigeron uintahensis Cronquist, 1943
- Erigeron uliginosus Benth., 1845
- Erigeron umbrosus (Kar. & Kir.) Boiss., 1888
- Erigeron uncialis S.F.Blake, 1934
- Erigeron unguiphyllus G.L.Nesom, 1981
- Erigeron uniflorus L., 1753
- Erigeron untermannii S.L.Welsh & Goodrich, 1983
- Erigeron untermanniorum S.L.Welsh, 1983
- Erigeron ursinus D.C.Eaton, 1871
- Erigeron utahensis A.Gray, 1880

## V
- Erigeron vagus Payson, 1926

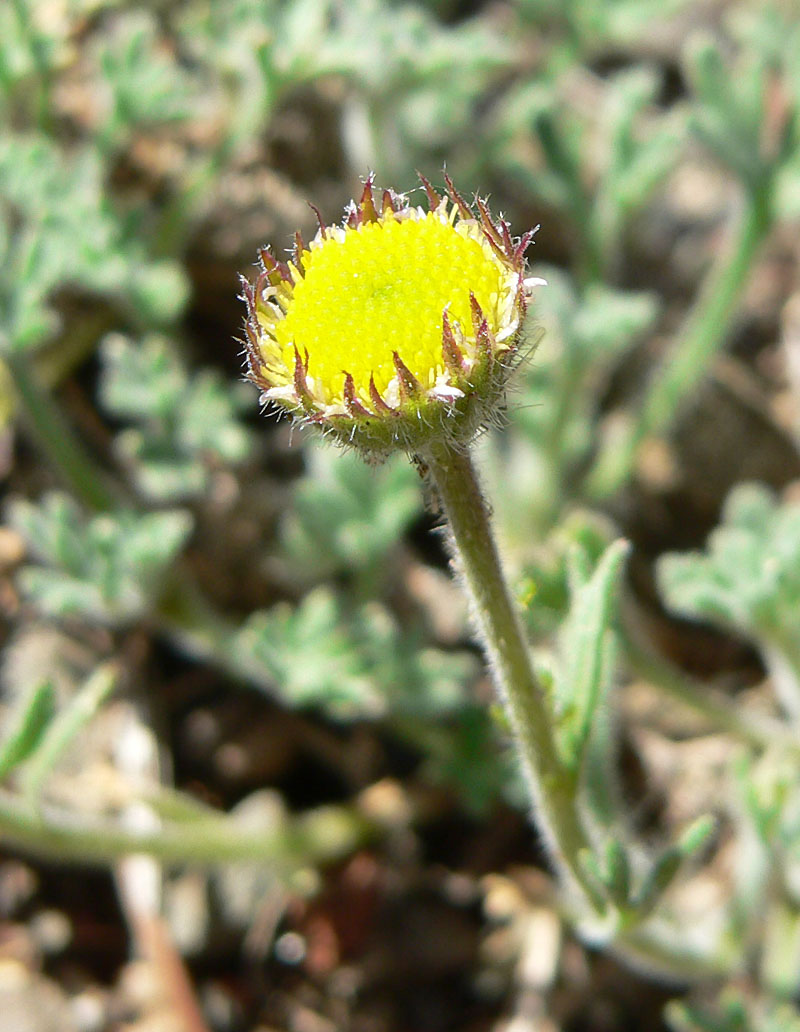
Erigeron vagus

- Erigeron variifolius S.F.Blake, 1917
- Erigeron vegaensis Urb., 1913
- Erigeron velutipes Hook. & Arn., 1841
- Erigeron veracruzensis G.L.Nesom, 1989
- Erigeron vernus (L.) Torr. & A.Gray, 1841
- Erigeron versicolor (Greenm.) G.L.Nesom, 1982
- Erigeron vetensis Rydb., 1905
- Erigeron vicarius Botsch., 1957
- Erigeron vichrenensis Pawł., 1969
- Erigeron vicinus G.L.Nesom, 1990
- Erigeron violaceus Popov, 1948
- Erigeron vreelandii Greene
- Erigeron vreelandii Rydb., 1905

## W
- Erigeron watsonii (A.Gray) Cronquist, 1947
- Erigeron wellsii G.L.Nesom, 1981
- Erigeron wightii DC., 1836
- Erigeron wilkenii O'Kane, 1990
- Erigeron wislizeni (A.Gray) Greene, 1891

## Y
- Erigeron yukonensis Rydb., 1901

## Z
- Erigeron zacatensis G.L.Nesom, 1990
- Erigeron zederbaueri Vierh., 1906
- Erigeron zosonius H.S.Pak, 1999